# Leptocyrtinus uniformis
Leptocyrtinus uniformis là một loài bọ cánh cứng trong họ Cerambycidae.